# Suzannakruik

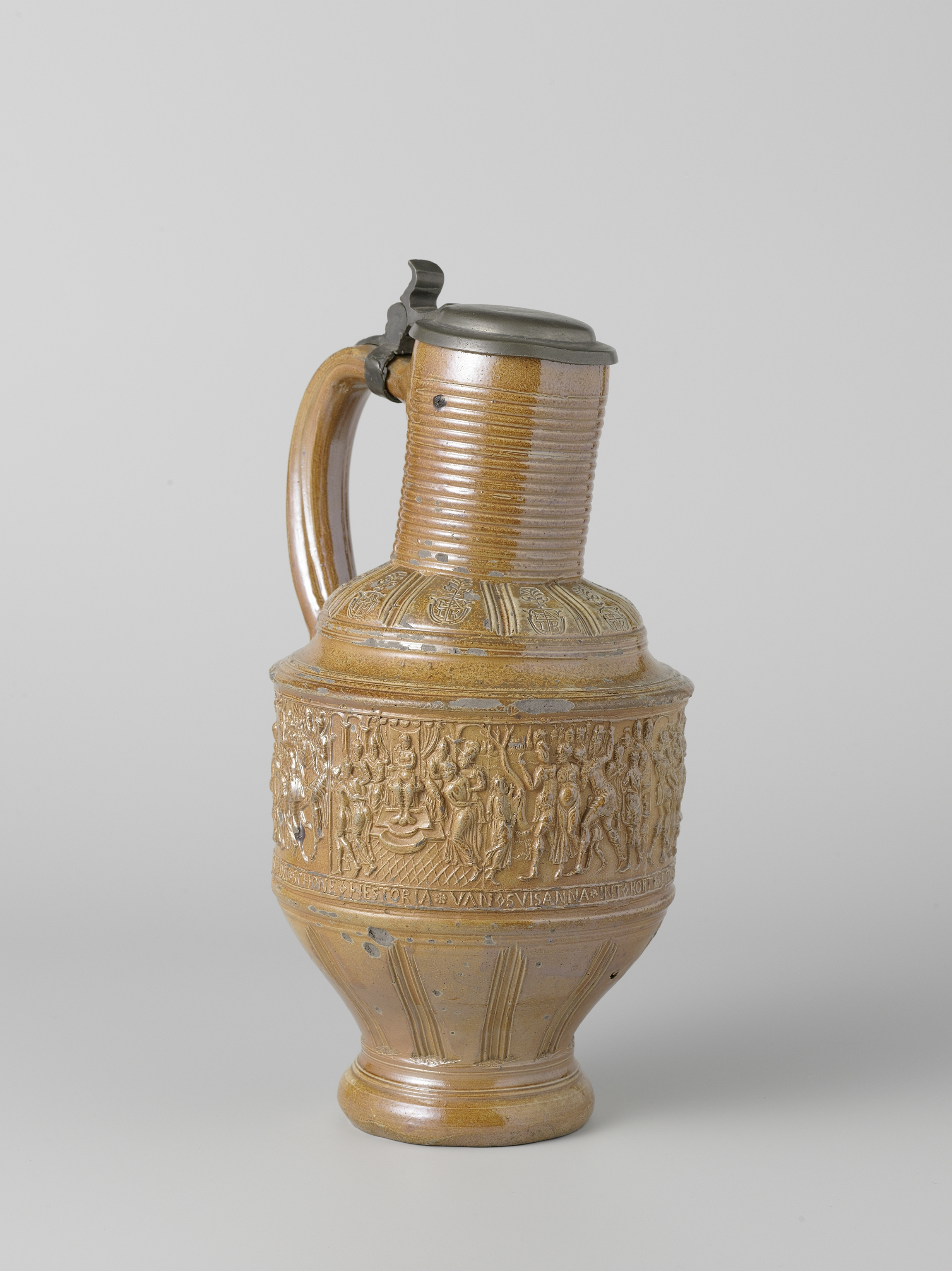
Suzannakruik, Amsterdam Museum

Een Suzannakruik of Susannakruik is een steengoed-kruik waarop de voorstelling van het Bijbelse verhaal van Suzanna en de twee grijsaards in reliëf is aangebracht.
Omstreeks 1585 was een kruik met de voorstelling van deze schone heistoria zeer populair, want er zijn veel exemplaren van bewaard gebleven. Dergelijke kruiken werden vooral in de werkplaatsen te Raeren vervaardigd.

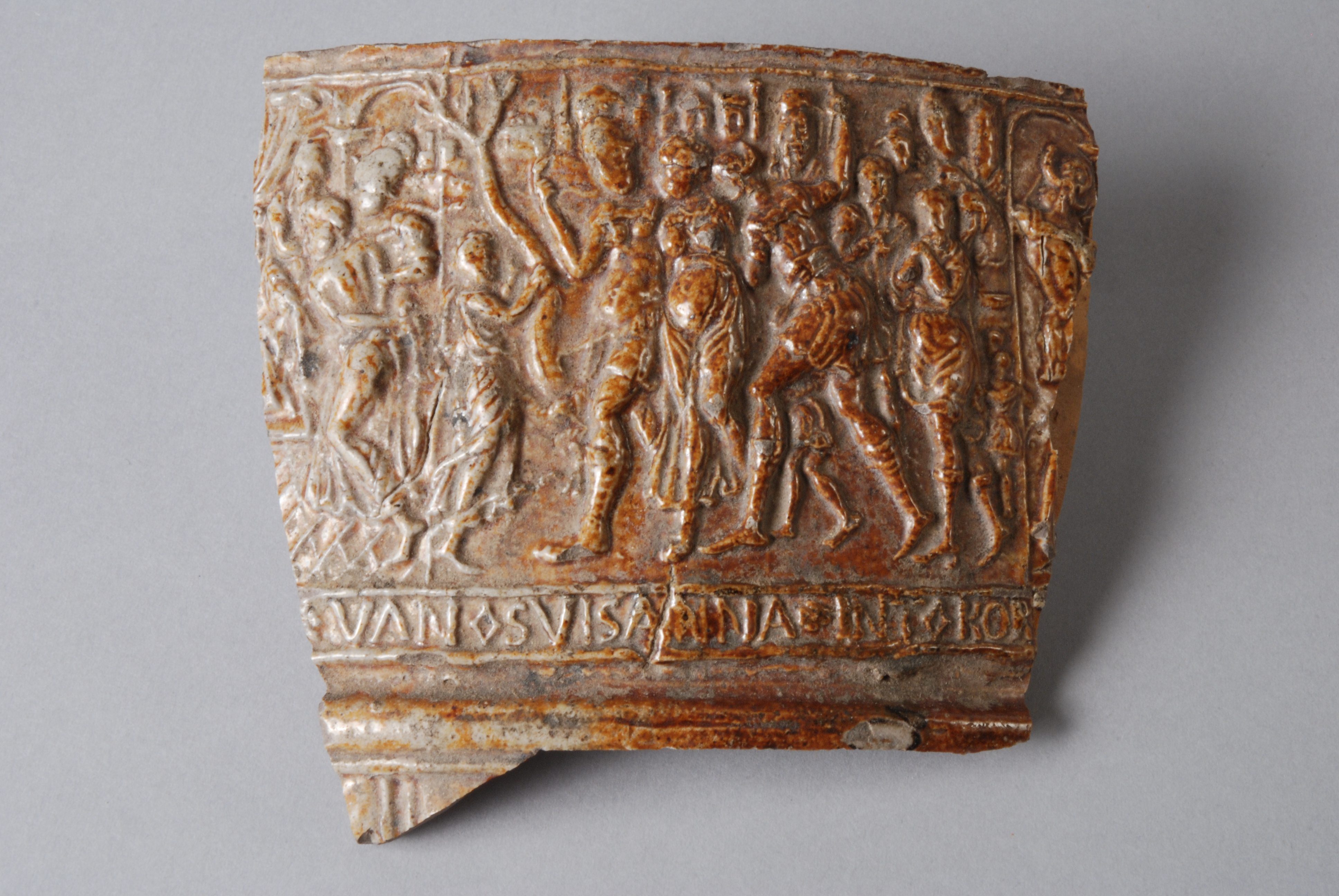
Fragment van steengoed Suzannakruik, Museum Rotterdam